# Mohamed Helmy

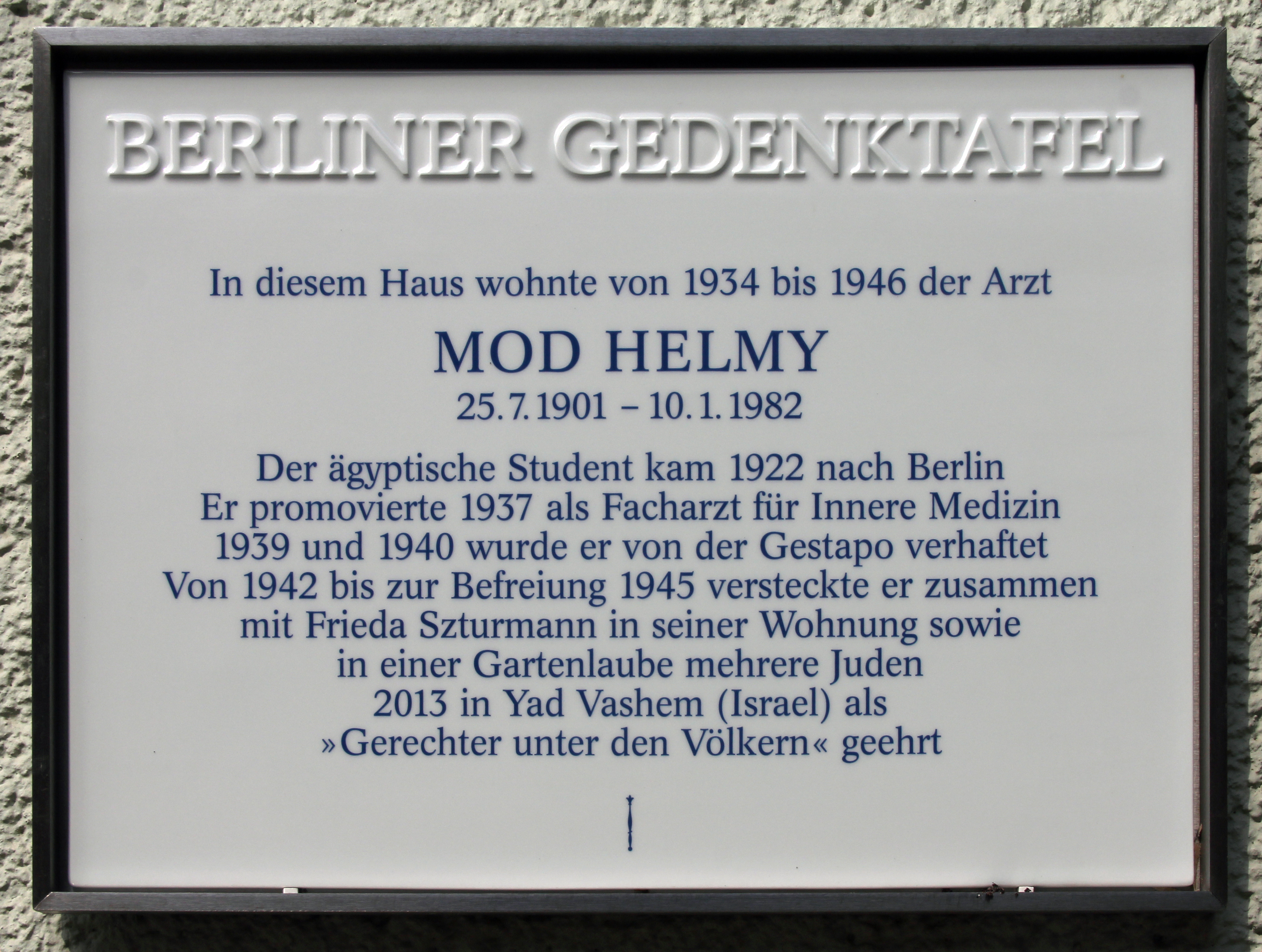
Berliner Gedenktafel in Berlin-Moabit (Krefelder Straße 7)

Mohamed Helmy, auch Mo(h)d Helmy (arabisch محمد حلمي, DMG Muḥammad Ḥalmī, geboren 25. Juli 1901 in Khartum; gestorben 10. Januar 1982 in West-Berlin) war ein ägyptisch-deutscher Arzt, der zur Zeit des Nationalsozialismus in Berlin mehreren Juden und anderen Verfolgten das Überleben im Versteck ermöglichte. Er wurde 2013 von Yad Vashem postum als Gerechter unter den Völkern ausgezeichnet, als bislang einziger Ägypter unter etwa 70 Muslimen.

## Leben und Werk
Helmy war Sohn des ägyptischen Majors Said Helmy aus einer wohlhabenden Offiziersfamilie und der Mutter Amisa. Er ging im Jahr 1922 an die Universität Berlin, um ein Medizinstudium zu absolvieren. Nach dem 1929 abgelegten medizinischen Staatsexamen und der 1931 erfolgten Approbation arbeitete er am Krankenhaus Moabit, in dem etwa zwei Drittel der Ärzte jüdisch waren. Im Dezember 1937 schloss er seine Facharztausbildung zum Internisten ab und wurde im selben Jahr promoviert.
Nach der Machtergreifung der Nationalsozialisten wurden die jüdischen Ärzte am 1. April 1933 entlassen, misshandelt und teils ermordet. Helmy war zwar laut nationalsozialistischer Rassentheorie hamitisch (Nachkomme Hams, eines Sohnes Noahs) und somit als „Nicht-Arier“ definiert, durfte jedoch bis zum 30. Juni 1937 weiter als Oberarzt praktizieren. Anders als Juden wurden Araber nicht verfolgt, lediglich die Heirat mit einer „arischen“ Deutschen war untersagt.
Im Oktober 1939, nach dem deutschen Überfall auf Polen und dem Beginn des Zweiten Weltkrieges, wurde Helmy gemeinsam mit weiteren ägyptischen Landsleuten für einige Monate interniert. Denn Ägypten unterstand faktisch britischem Protektorat, das NS-Regime wollte die Ägypter als Faustpfand für einen Gefangenenaustausch mit Großbritannien verwenden. Da das NS-Regime gleichzeitig an guten Beziehungen zur arabischen Welt dringend interessiert war, ließ man sie Anfang Mai 1940 wieder frei. Helmy musste sich nur regelmäßig bei der Gestapo melden. Im Jahr 1941 wurde er beauftragt, einen einberufenen deutschen Arzt zu vertreten, und erhielt eine eigene Praxis. Hier nahm Helmy ein 17-jähriges rumänisch-jüdisches Mädchen auf, Anna Boros. Sie sollte als rumänische Staatsbürgerin laut Mitteilung der NS-Behörden von März 1942 in ihr Ursprungsland deportiert werden und war durch ihre jüdische Herkunft massiv gefährdet. Der erste Deportationszug aus Berlin ins Ghetto Litzmannstadt war bereits am 18. Oktober 1941 von Grunewald abgefahren. Sie hatte beim rumänischen Konsulat in Berlin nachgefragt, wie sie nach dem Krieg schrieb: „Der Beamte riet mir, auf keinen Fall nach Rumänien zu reisen, denn ich würde nie dort ankommen und der Tod wäre mir gewiss.“ Dies war der Anlass für Anna Boros, in die Illegalität zu gehen – so wie ihre Großmutter und ihr Onkel wenige Tage zuvor.
Obwohl selbst gefährdet und sich durch den Schritt weiter exponierend, entschloss sich Helmy, zu helfen. Annas Mutter, Julie Wehr, war durch ihre Heirat mit einem nicht-jüdischen Deutschen vorerst vor der Deportation geschützt. Als die Gestapo die 17-jährige Anna suchte, erklärte die Mutter, sie sei abgereist. Dies wurde nicht geglaubt, die Mutter wurde festgenommen und auch Helmys Wohnung wurde durchsucht. Anna Boros: „Allen Nachforschungen der Gestapo ging er geschickt aus dem Wege. Mehrmals brachte mich Dr. Helmy während dieser Zeit bei Gefahr zu Bekannten, auf einige Tage, und ich galt dann als seine Nichte aus Dresden. Nach Ablauf der Gefahr kehrte ich wieder in die Laube zurück.“ Der Arzt half auch Annas Mutter, ihrem Stiefvater Georg Wehr und ihrer Großmutter Cecilie Rudnik. Er behandelte sie medizinisch, versorgte sie mit Lebensmitteln und Medikamenten. Für die Großmutter fand er Unterkunft in der Wohnung von Frieda Szturmann. Über ein Jahr lang versteckte und beschützte diese Frau Annas Großmutter und teilte ihre Essensrationen mit ihr. Irena Steinfeld: „[…] und als er dann wieder unter Untersuchung kam, wurde es brenzlig.“ Im Jahr 1944 wurden die Wehrs inhaftiert und von der Gestapo verhört. Sie gaben preis, dass der Arzt ihnen geholfen und Anna versteckt hatte. Helmy reagierte augenblicklich, brachte Anna zu Frieda Szturmann und zeigte der Polizei einen Brief Annas, aus dem hervorging, dass sie sich bei ihrer Tante in Dessau aufhalte. Die ganze Familie überlebte die Shoah.

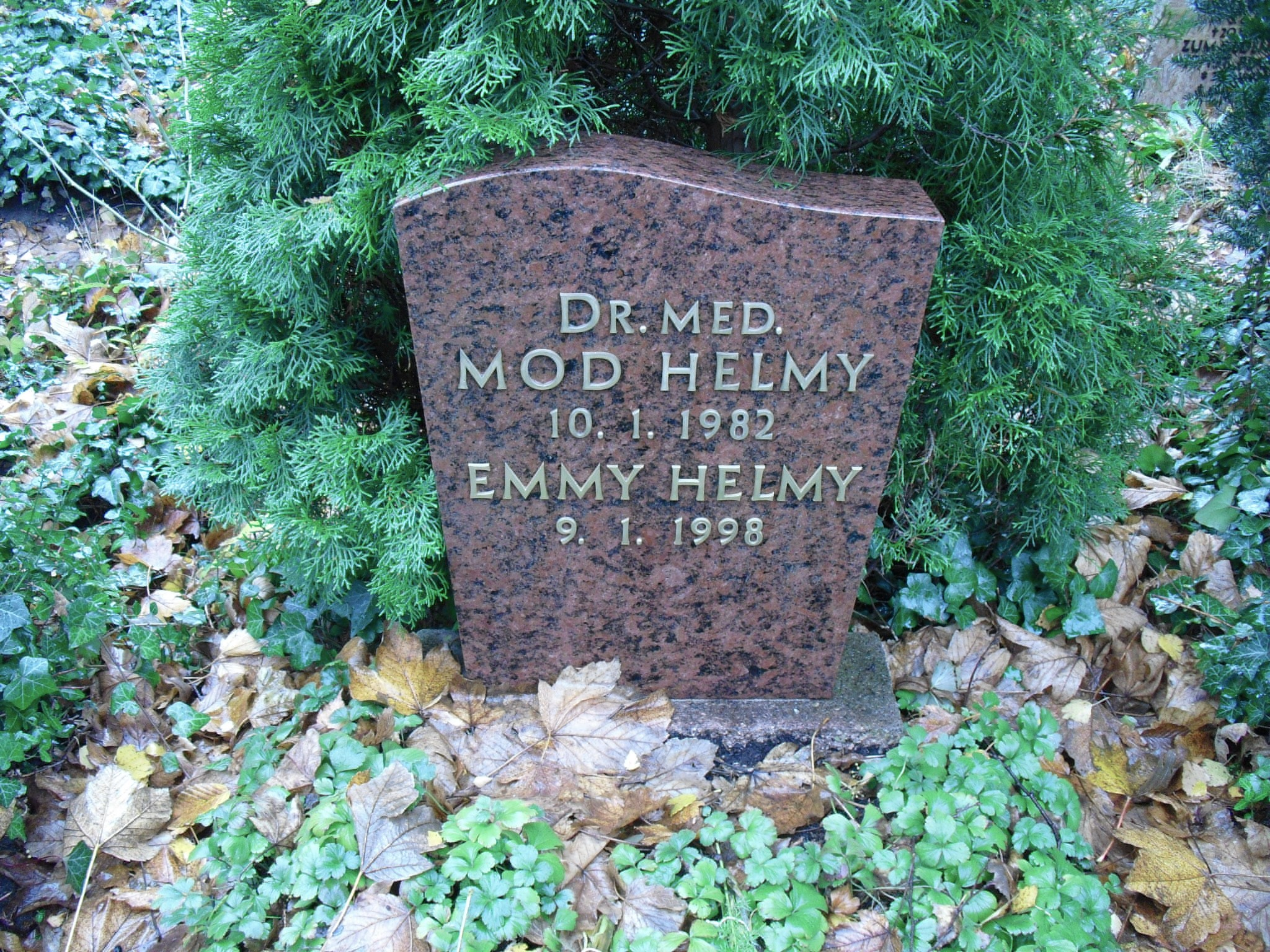
Grab von Mod Helmy auf dem Friedhof Heerstraße in Berlin-Westend

Anna Boros schrieb nach ihrer Rettung: „Was Dr. Helmy für mich tat, war selbstlos und dafür werde ich ihm stets dankbar sein.“ Sie ging nach New York, heiratete und hieß dann Anna Gutmann. Helmy praktizierte nach der Befreiung vom Nationalsozialismus bis zu seinem Lebensende als niedergelassener Kassenarzt in Berlin. Er heiratete am 4. Juni 1945 seine langjährige Verlobte Emmy Anna Auguste Ernst (1916–1998). Das Paar blieb kinderlos. 1962 wurde er vom Berliner Senat als Held anerkannt. Frieda Szturmann starb 1963, Mohammed Helmy 1982 im Alter von 80 Jahren. Beigesetzt wurde er auf dem landeseigenen Friedhof Heerstraße im Bezirk Charlottenburg im heutigen Ortsteil Berlin-Westend (Grablage: II-Ur 7-184). Vor seinem ehemaligen Wohnhaus in der Krefelder Straße 7 in Berlin-Moabit wurde ihm zu Ehren am 4. Juli 2014 eine Gedenktafel enthüllt.

## Gerechter unter den Völkern
Am 18. März 2013 wurden Mohammed Helmy und Frieda Szturmann postum von Yad Vashem als Gerechte unter den Völkern anerkannt. In der Begründung heißt es: „Obwohl ihn das Regime im Visier hatte, erhob Helmy seine Stimme gegen die Politik der Nazis und riskierte ungeachtet der großen Gefahr sein Leben, um seinen jüdischen Freunden zu helfen.“ Er ist der erste Araber, dem diese Auszeichnung zuteilwurde. Yad Vashem sieht dies nicht als politische Entscheidung, betonte Irena Steinfeldt. Eine unabhängige Kommission entscheidet über die Ehrung, die ausschließlich für persönliche Verdienste vergeben wird. Unter bislang (Stand: November 2013) rund 25.000 Ausgezeichneten waren 88 Muslime, überwiegend Albaner. Die Entscheidung erzielte dennoch weltweite Aufmerksamkeit.
Ausgelöst wurde die Ehrung durch Recherchen des Berliner Arztes Karsten Mülder zur Lebensgeschichte Helmys. Kenntnis hatte er durch einen Zufall erlangt. Der Eigentümer des Hauses Krefelder Straße 7, in dem Mülder seine Praxis einrichtete, hatte in der Wohnung darüber gemeinsam mit Helmy gewohnt. Mülder übermittelte seine Nachforschung an Yad Vashem. In einer Feierstunde am 20. Januar 2015 in Berlin überreichte der israelische Botschafter, Yakov Hadas-Handelsman, die Yad-Vashem-Urkunden und Medaillen an Nachkommen von Frieda Szturmann und von Max Naujocks, der ebenfalls ausgezeichnet wurde.
Die Auszeichnung für Mohamed Helmy konnte zunächst nicht übergeben werden. Ein ägyptischer Diplomat würdigte in Israel „die edlen Taten Helmys“, konnte die Medaille jedoch nicht stellvertretend entgegennehmen. Urkunde und Medaille werden nur an den Retter selbst oder an Familienangehörige ausgehändigt, denn jeder Retter handelte aus eigener Überzeugung und nicht im Auftrag einer Regierung. Eine entfernte Verwandte in Kairo verweigerte die Preisübernahme, obwohl sie Judentum und Juden respektiere. „If any other country offered to honor Helmy, we would have been happy with it,“ sage die Großnichte, „but not from Israel.“ „Wenn irgendein anderes Land ihn ehren würde – wir würden uns freuen“, sagten ein Neffe und ein Großneffe Helmys in Kairo zu dem Buchautor Ronen Steinke, der Helmys Lebensgeschichte recherchierte. „Helmy hat allen Menschen geholfen, egal welche Religion sie hatten. Nun will Israel ihn speziell dafür auszeichnen, dass er Juden geholfen hat. Das wird seiner Haltung und seinem Lebenswerk überhaupt nicht gerecht.“
Yad Vashem bedauerte diese Entscheidung und suchte weiterhin nach Familienangehörigen Helmys, um ihnen die Auszeichnung überreichen zu können. Am 26. Oktober 2017 wurde die Ehrung schließlich postum in Berlin an Helmys Großneffen Nasser Kotby überreicht. Die Ehrung besteht aus einem Ehrenzertifikat und einer Medaille, die ein Zitat aus dem Mischna-Traktat Sanhedrin ziert:

„Wer immer ein Menschenleben rettet, hat damit gleichsam eine ganze Welt gerettet.“

## Publikation
- Mohd Helmy: Über das Vorkommen sterilen Eiters in der Harnblase bei echter (renaler) Anurie, Berlin, 1937, DNB 570704618, OCLC 699518618 (Medizinische Dissertation Universität Berlin 1937, 23 Seiten).